# Derek Newton
Derek Newton (Utica, 16 novembre 1987) è un giocatore di football americano statunitense che gioca nel ruolo di offensive tackle per gli Houston Texans della National Football League (NFL). Fu scelto nel corso del settimo giro (214º assoluto) del Draft NFL 2011 dai Texans. Al college ha giocato a football all'Università statale dell'Arkansas.

## Carriera professionistica

### Houston Texans
Newton fu scelto nel corso del giro del Draft 2011 dai Houston Texans. Nella sua stagione da rookie disputò 14 partite, nessuna delle quali come titolare. Nella stagione successiva, dopo essere sempre partito come titolare nelle prime 14 gare della stagione, Newton si infortunò nella vittoria dei Texans sui Detroit Lions, concludendo così la sua stagione. Tornò in campo nella successiva, non saltando una sola gara come titolare.

## Vittorie e premi
Nessuno

## Statistiche
| Partite totali      | 44 |
| Partite da titolare | 30 |

Statistiche aggiornate alla stagione 2013